# Acanthucalis macalpini
Acanthucalis macalpini är en insektsart som beskrevs av Evans 1966. Acanthucalis macalpini ingår i släktet Acanthucalis och familjen hornstritar. Inga underarter finns listade i Catalogue of Life.